# Bundestagswahlkreis Freiberg – Mittlerer Erzgebirgskreis
Der Bundestagswahlkreis Freiberg – Mittlerer Erzgebirgskreis war ein Wahlkreis in Sachsen bei den Bundestagswahlen 2002 und 2005. Er trug die Wahlkreisnummer 162 und umfasste die ehemaligen Landkreise Freiberg und Mittlerer Erzgebirgskreis. Der Vorgängerwahlkreis mit ähnlicher Abgrenzung von 1990 bis 2002 war der Wahlkreis Freiberg – Brand-Erbisdorf – Flöha – Marienberg.
Da Sachsen zur Bundestagswahl 2009 einen Wahlkreis verlor und außerdem in Sachsen im Jahre 2008 eine größere Kreisreform stattfand, wurden die meisten sächsischen Wahlkreise neu abgegrenzt. Der Wahlkreis Freiberg – Mittlerer Erzgebirgskreis wurde dabei aufgelöst. Das Gebiet des ehemaligen Landkreises Freiberg wurde dem neuen Bundestagswahlkreis Mittelsachsen zugeordnet und das Gebiet des ehemaligen Mittleren Erzgebirgskreises dem neuen Bundestagswahlkreis Erzgebirgskreis I.

## Bundestagswahl 2005
| Kandidaten                     | Kandidaten                     | Parteien/Listen   | Erststimmen | Erststimmen | Zweitstimmen | Zweitstimmen |
| Kandidaten                     | Kandidaten                     | Parteien/Listen   | Stimmen     | %           | Stimmen      | %            |
| ------------------------------ | ------------------------------ | ----------------- | ----------- | ----------- | ------------ | ------------ |
|                                | Veronika Bellmanngewählt im WK | CDU               | 57.514      | 38,5        | 50.573       | 33,8         |
|                                | Dierk Schülke                  | SPD               | 28.620      | 19,1        | 30.199       | 20,2         |
|                                | Heinz-Peter Haustein           | FDP               | 19.626      | 13,1        | 18.167       | 12,1         |
|                                | Johannes Gyarmati              | Die Linke.        | 28.316      | 18,9        | 31.826       | 21,3         |
|                                | Daniel Höllen                  | GRÜNE             | 3.294       | 2,2         | 4.803        | 3,2          |
|                                | Ronny Neubert                  | NPD               | 9.124       | 6,1         | 9.068        | 6,1          |
|                                | –                              | REP               | –           | –           | 687          | 0,5          |
|                                | –                              | PBC               | –           | –           | 1.352        | 0,9          |
|                                | Stephan Ossenkopp              | BüSo              | 847         | 0,6         | 806          | 0,5          |
|                                | –                              | AGFG              | –           | –           | 1.495        | 1,0          |
|                                | –                              | MLPD              | –           | –           | 182          | 0,1          |
|                                | –                              | PSG               | –           | –           | 447          | 0,3          |
|                                | Steffen Kleber                 | Humanwirtschaft   | 639         | 0,4         | –            | –            |
|                                | Franz Leihkauf                 | Einzelbewerber    | 1.514       | 1,0         | –            | –            |
| Gesamt                         | Gesamt                         | Gesamt            | 149.494     | 100         | 149.605      | 100          |
|                                |                                |                   |             |             |              |              |
| Ungültige Stimmen              | Ungültige Stimmen              | Ungültige Stimmen | 3.198       | 2,1         | 3.087        | 2,0          |
| Wähler                         | Wähler                         | Wähler            | 152.692     | 77,5        | 152.692      | 77,5         |
| Wahlberechtigte                | Wahlberechtigte                | Wahlberechtigte   | 196.926     |             | 196.926      |              |
|                                |                                |                   |             |             |              |              |
| Quellen: Der Bundeswahlleiter, |                                |                   |             |             |              |              |

## Bundestagswahl 2002
| Kandidaten                     | Kandidaten                     | Parteien/Listen   | Erststimmen | Erststimmen | Zweitstimmen | Zweitstimmen |
| Kandidaten                     | Kandidaten                     | Parteien/Listen   | Stimmen     | %           | Stimmen      | %            |
| ------------------------------ | ------------------------------ | ----------------- | ----------- | ----------- | ------------ | ------------ |
|                                | Veronika Bellmanngewählt im WK | CDU               | 62.970      | 43,3        | 55.951       | 38,3         |
|                                | Gert Dombdera                  | SPD               | 41.159      | 28,3        | 42.926       | 29,4         |
|                                | Katy Unger                     | PDS               | 22.906      | 15,8        | 22.008       | 15,1         |
|                                | Andreas Warschau               | GRÜNE             | 3.381       | 2,3         | 4.797        | 3,3          |
|                                | Ursula Röpke                   | FDP               | 9.445       | 6,5         | 11.062       | 7,6          |
|                                | –                              | REP               | –           | –           | 1.608        | 1,1          |
|                                | Daniel Sickel                  | NPD               | 4.535       | 3,1         | 3.195        | 2,2          |
|                                | −                              | PBC               | –           | –           | 1.389        | 1,0          |
|                                | –                              | GRAUE             | –           | –           | 599          | 0,4          |
|                                | Werner Zuse                    | BüSo              | 918         | 0,6         | 526          | 0,4          |
|                                | –                              | Schill            | –           | –           | 1.890        | 1,3          |
| Gesamt                         | Gesamt                         | Gesamt            | 145.314     | 100         | 145.951      | 100          |
|                                |                                |                   |             |             |              |              |
| Ungültige Stimmen              | Ungültige Stimmen              | Ungültige Stimmen | 3.417       | 2,3         | 2.780        | 1,9          |
| Wähler                         | Wähler                         | Wähler            | 148.731     | 74,7        | 148.731      | 74,7         |
| Wahlberechtigte                | Wahlberechtigte                | Wahlberechtigte   | 198.974     |             | 198.974      |              |
|                                |                                |                   |             |             |              |              |
| Quellen: Der Bundeswahlleiter, |                                |                   |             |             |              |              |

## Wahlkreissieger
| Wahl | Name              | Partei | Erststimmen in % |
| ---- | ----------------- | ------ | ---------------- |
| 2005 | Veronika Bellmann | CDU    | 38,5             |
| 2002 | Veronika Bellmann | CDU    | 43,3             |
| 1998 | Joachim Schmidt   | CDU    | 39,5             |
| 1994 | Joachim Schmidt   | CDU    | 56,6             |
| 1990 | Joachim Schmidt   | CDU    | 56,5             |

## Wahlkreisgeschichte
| Wahl      | Wahlkreisname                                       | Gebiet                                                                                     |
| --------- | --------------------------------------------------- | ------------------------------------------------------------------------------------------ |
| 1990–1998 | 321 Freiberg – Brand-Erbisdorf – Flöha – Marienberg | alter Landkreis Freiberg, Landkreis Brand-Erbisdorf, Landkreis Flöha, Landkreis Marienberg |
| 2002–2005 | 162 Freiberg – Mittlerer Erzgebirgskreis            | Landkreis Freiberg, Mittlerer Erzgebirgskreis                                              |